# Spiropagurus spiriger
Spiropagurus spiriger is een tienpotigensoort uit de familie van de Paguridae. De wetenschappelijke naam van de soort is voor het eerst geldig gepubliceerd in 1849 door De Haan.